# Минфелд
Минфелд (њем. Minfeld) општина је у њемачкој савезној држави Рајна-Палатинат. Једно је од 31 општинског средишта округа Гермерсхајм. Према процјени из 2010. у општини је живјело 1.546 становника. Посједује регионалну шифру (AGS) 7334020.

## Географски и демографски подаци
Минфелд се налази у савезној држави Рајна-Палатинат у округу Гермерсхајм. Општина се налази на надморској висини од 125 метара. Површина општине износи 8,4 km². У самом мјесту је, према процјени из 2010. године, живјело 1.546 становника. Просјечна густина становништва износи 184 становника/km².

## Међународна сарадња
| Мјесто | Држава    | Врста сарадње | Од    |
| ------ | --------- | ------------- | ----- |
| Телфес | Аустрија  | партнерство   | 1989. |
|        | Француска | партнерство   | 1985. |
|        | Француска | партнерство   | 1991. |
| Извор  |           |               |       |